# クトゥビーヤ・モスク
クトゥビーヤ・モスク（アラビア語: جامع الكُتُبية, ラテン文字転写: Jāmi‘ al-Kutubīya）は、モロッコの都市マラケシュにある、市内で最も大きなモスク。ミナレットはムワッヒド朝の第3代アミール、ヤアクーブ・マンスールの統治下（1184年から1199年）に建設され、後にラバトのハサン塔となる、セビリアのヒラルダのモデルとして使用された。
モスクの名称は図書館員を意味するアラビア語の「アル＝クトゥビーイン (al-Kutubīyin) 」の由来するものである。これは、かつてモスクが本を売る人々に囲まれていたためであった。モスクはこの種の建築においては、重要なものの一つと考えられている。塔は高さ77メートル（221フィート）あり、側面の長さは12.8メートル（41フィート）である。6つの個室（1つは他のものよりも高い位置にある）は内部を構成し、ムアッジンがバルコニーへ登れるようその周りに傾斜路が設けられている。建物は伝統的なムワッヒド朝時代の様式で建てられており、4つの銅の球体で装飾されている。
伝承によれば、これら塔の上にある4つの球体は最初純金で出来ており、3つになる前提だった。しかし、ヤアクーブ・マンスールの妻がラマダーン中の断食をしなかったことへの代償として、彼女は自身の黄金の装身具を溶かし、4つ目の球体にあてがったと言われている。
上述の通りクトゥビーヤ・モスクのミナレットはセビリアにあるヒラルダのモスクのモデルとなったが、その後そのモスクをさらにモデルとしてスペインや東ヨーロッパ（モスクワの赤の広場にある教会等）に多数の教会塔が建てられた。その後、アメリカ合衆国（自治体の建造物）やロシア（特にスターリニズムが蔓延っていた時代）でも多くの建造物が、これらをモデルとして建設されている。

## 参考
- Giralda Towers in the United States and Russia.